# السياحة في قبرص

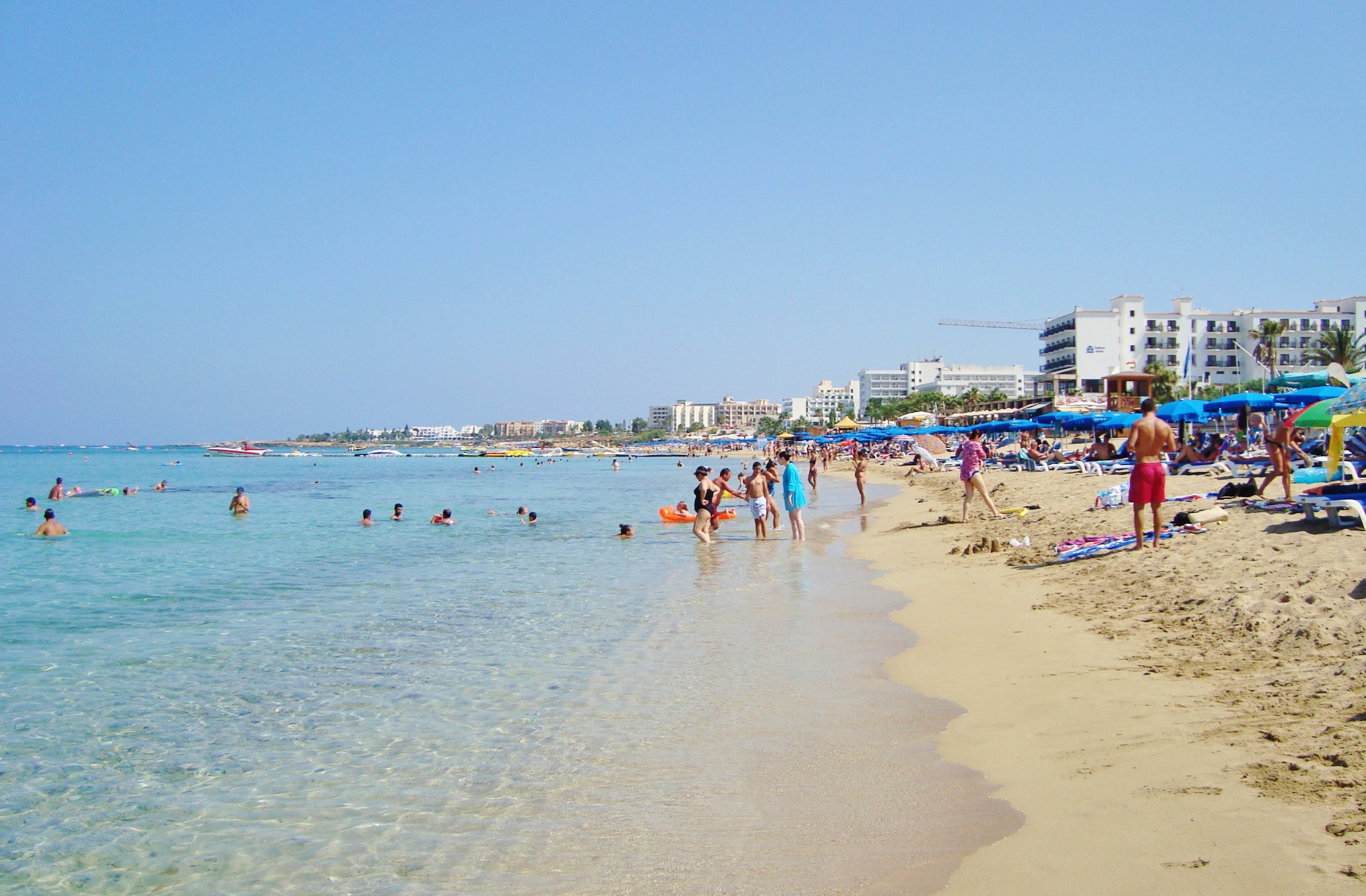
شاطئ بروتاراس في الصيف

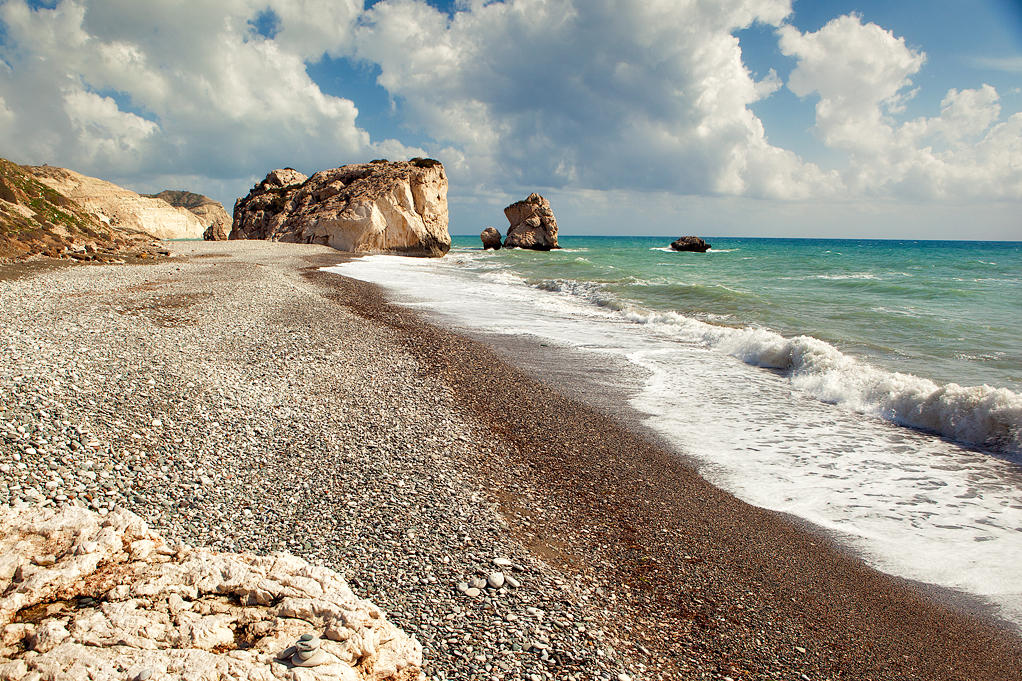
بيترا روميو

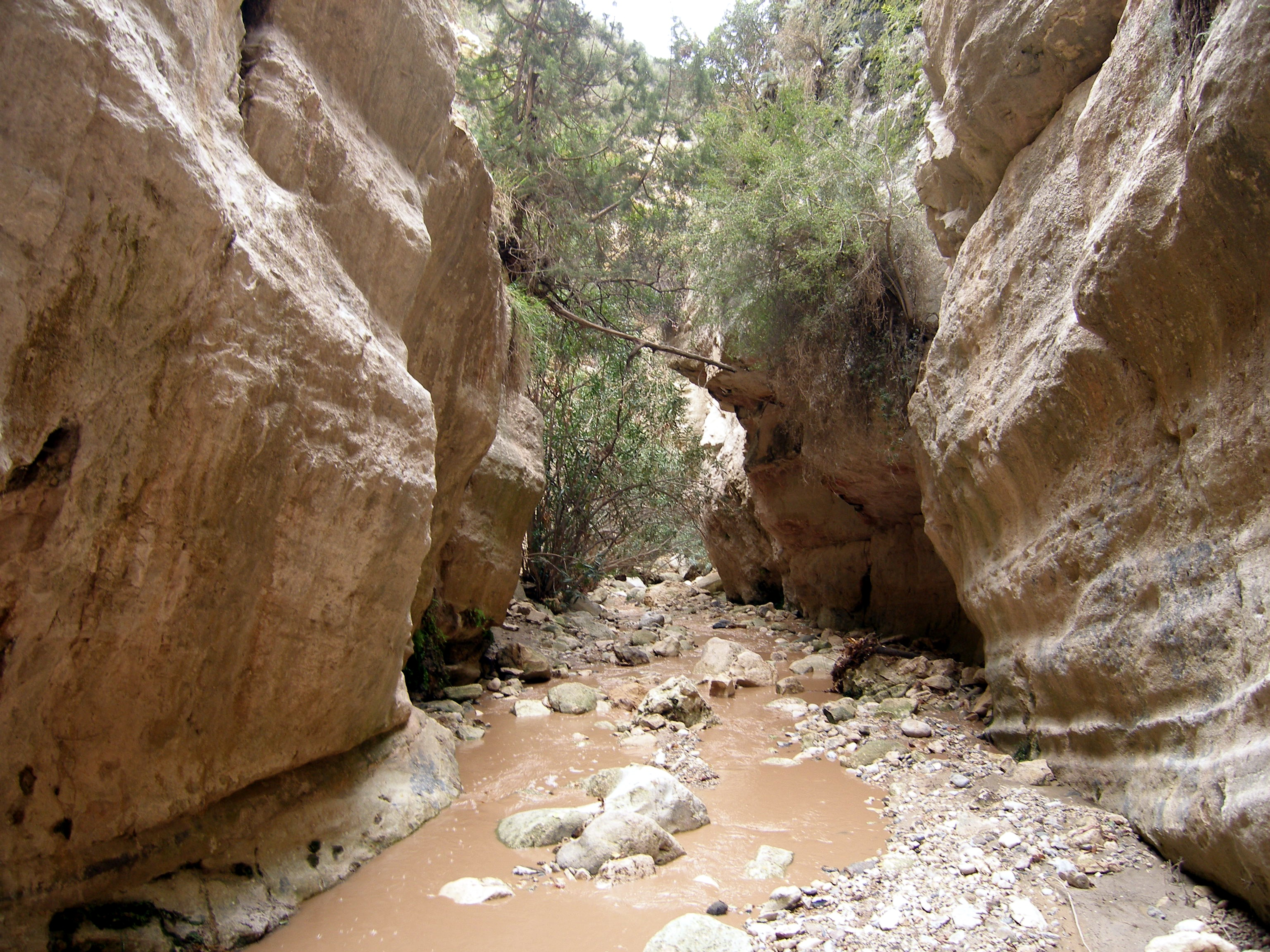
أفاكاس جورج في أكاماس

السياحة في قبرص تُمَثِل السياحة جُزُء كبير من قبرص حيث تمثل10.7% من الناتج القومي المحلي في قبرص يزداد عدد السياح في قبرص في فصل الصيف حيث تتميز بجو معتدل في الشواطئ القبرصية والتي تتميز بمناخ البحر الأبيض المتوسط وهناك مليونا سائح يزورون قبرص كل سنة وتحتل المرتبة الأربعين من حيث عدد السياح وأغلب السياح هم من اليونان وإسرائيل وسوريا ولبنان ومصر والولايات المتحدة.